# Disca
Disca là một chi bướm đêm thuộc họ Erebidae.

## Các loài
- Disca javai Fibiger, 2007
- Disca arborita Fibiger, 2007
- Disca hackeri Fibiger, 2007
- Disca parajavai Fibiger, 2007
- Disca tegali Fibiger, 2007
- Disca paulum Fibiger, 2007
- Disca thailandi Fibiger, 2007
- Disca anser Fibiger, 2010